# Liste der Beiträge für den besten fremdsprachigen Film für die Oscarverleihung 1996
Die folgenden 41 Filme, alle aus verschiedenen Ländern, waren Vorschläge in der Kategorie Bester fremdsprachiger Film für die Oscarverleihung 1996. Die hervorgehobenen Titel waren die fünf letztendlich nominierten Filme, welche aus Algerien, Brasilien, Italien, den Niederlanden and Schweden stammen.
Zum ersten Mal gab es Vorschläge aus der Bolivien und Tunesien. Iran versuchte erfolglos seinen Vorschlag Der weiße Ballon zurückziehen, jedoch lehnte die Academy die Zurücknahme ab.
Der Oscar ging letztlich an Antonias Welt, den Beitrag aus den Niederlanden von Marleen Gorris.

## Beiträge
| Land                    | Deutscher Verleihtitel              | Originaltitel                                           | Sprache(n)                  | Regisseur(e)         | Ergebnis         |
| ----------------------- | ----------------------------------- | ------------------------------------------------------- | --------------------------- | -------------------- | ---------------- |
| Algerien                | Die Kinder von Saigon               | Poussières de vie                                       | Vietnamesisch, Französisch  | Rachid Bouchareb     | Nominiert        |
| Argentinien             | Caballos salvajes                   | Caballos salvajes                                       | Spanisch                    | Marcelo Piñeyro      | Nicht nominiert  |
| Belgien                 | Manneken Pis                        | Mannekin Pis                                            | Niederländisch              | Frank Van Passel     | Nicht nominiert  |
| Bolivien                | Jonas und der rosa Wal              | Jonás y la ballena rosada                               | Spanisch                    | Juan Carlos Valdivia | Nicht nominiert  |
| Brasilien               | O Quatrilho                         | O Quatrilho                                             | Italienisch                 | Fábio Barreto        | Nominiert        |
| Volksrepublik China     | Fanti                               | 红樱桃 (Fanti)                                          | Mandarin, Russisch, Deutsch | Daying Ye            | Nicht nominiert  |
| Deutschland             | Schlafes Bruder                     | Schlafes Bruder                                         | Deutsch                     | Joseph Vilsmaier     | Nicht nominiert  |
| Dominikanische Republik | Nueba Yol                           | Nueba Yol                                               | Spanisch                    | Ángel Muñiz          | Nicht nominiert  |
| Finnland                | Eine Hochzeit in Finnland           | Kivenpyörittäjän kylä                                   | Finnisch                    | Markku Pölönen       | Nicht nominiert  |
| Frankreich              | Eine Frau für Zwei                  | Gazon Maudit                                            | Französisch                 | Josiane Balasko      | Nicht nominiert  |
| Griechenland            | Der Blick des Odysseus              | Το Βλέμμα του Οδυσσέα (To Vlemma tou Odyssea)           | Griechisch, Englisch        | Theo Angelopoulos    | Nicht nominiert  |
| Vereinigtes Königreich  | Branwen                             | Branwen                                                 | Walisisch                   | Ceri Sherlock        | Nicht nominiert  |
| Hongkong                | Sommerschnee                        | 女人，四十 (Loey Yen Sei Seup)                          | Kantonesisch                | Ann Hui              | Nicht nominiert  |
| Indien                  | Kuruthipunal                        | குருதிபுனல் (Kuruthipunal)                                   | Tamil                       | P. C. Sreeram        | Nicht nominiert  |
| Iran                    | Der weiße Ballon                    | بادکنک سفید- (Badkonake sefid)                          | Persisch                    | Jafar Panahi         | Nicht nominiert  |
| Island                  | Tränen aus Stein                    | Tár úr steini                                           | Isländisch, Deutsch         | Hilmar Oddsson       | Nicht nominiert  |
| Israel                  | Liebeskrank                         | חולה אהבה בשיכון גימל (Hole Ahava B'Shikun Gimel)       | Hebräisch                   | Savi Gavison         | Nicht nominiert  |
| Italien                 | Der Mann, der die Sterne macht      | L’Uomo delle stelle                                     | Italienisch                 | Giuseppe Tornatore   | Nominiert        |
| Japan                   | Fukai kawa                          | 深い川 (Fukai kawa)                                     | Japanisch                   | Kei Kumai            | Nicht nominiert  |
| Kanada                  | Der Beichtstuhl                     | Le Confessional                                         | Französisch                 | Robert Lepage        | Nicht nominiert  |
| Kroatien                | Isprani                             | Isprani                                                 | Kroatisch                   | Zrinko Ogresta       | Nicht nominiert  |
| Mexiko                  | Midaq Alley                         | El Callejón de los milagros                             | Spanisch                    | Jorge Fons           | Nicht nominiert  |
| Niederlande             | Antonias Welt                       | Antonia                                                 | Niederländisch              | Marleen Gorris       | Gewonnen         |
| Norwegen                | Kristin Lavrans Tochter             | Kristin Lavransdatter                                   | Norwegisch                  | Liv Ullmann          | Nicht nominiert  |
| Österreich              | Die Ameisenstraße                   | Die Ameisenstraße                                       | Deutsch                     | Michael Glawogger    | Nicht nominiert  |
| Philippinen             | Inagaw mo ang lahat sa akin         | Inagaw mo ang lahat sa akin                             | Filipino                    | Carlos Siguion-Reyna | Nicht nominiert  |
| Polen                   | Krähen                              | Wrony                                                   | Polnisch                    | Dorota Kędzierzawska | Nicht nominiert  |
| Portugal                | Die göttliche Komödie               | A Comédia de Deus                                       | Portugiesisch               | João César Monteiro  | Nicht nominiert  |
| Russland                | Der Muselmane                       | Мусульманин (Musulmanin)                                | Russisch                    | Vladimir Khotinenko  | Nicht nominiert  |
| Schweden                | Schön ist die Jugendzeit            | Lust och fägring stor                                   | Schwedisch                  | Bo Widerberg         | Nominiert        |
| Schweiz                 | Seitensprung für Anfänger           | Adultère, mode d’emploi                                 | Französisch                 | Christine Pascal     | Nominiert        |
| Serbien                 | Underground                         | Подземље (Podzemlje)                                    | Serbisch, Deutsch           | Emir Kusturica       | Nicht nominiert  |
| Slowakei                | Der Garten                          | Záhrada                                                 | Slowakisch                  | Martin Šulík         | Nicht nominiert  |
| Spanien                 | Mein blühendes Geheimnis            | La Flor de mi secreto                                   | Spanisch                    | Pedro Almodóvar      | Nicht nominiert  |
| Südkorea                | 301/302 – Der Fall ist gegessen     | 삼공일, 삼공이 (301 302)                                | Koreanisch                  | Park Chul-soo        | Nicht nominiert  |
| Taiwan                  | Super Citizen Ko                    | 超級大國民 (Chao ji da guo min)                         | Taiwanesisch                | Wan Jen              | Nicht nominiert  |
| Thailand                | Kalla khrung nueng... muea chao nee | กาลครั้งหนึ่ง เมื่อเช้านี้ (Kalla khrung nueng... muea chao nee) | Thailändisch                | Bhandit Rittakol     | Nicht nominiert  |
| Tschechien              | Díky za každé nové ráno             | Díky za kazdé nové ráno                                 | Tschechisch, Ukrainisch     | Milan Šteindler      | Nicht nominiert} |
| Tunesien                | Le magique                          | Le magique                                              | Französisch, Arabisch       | Azdine Melliti       | Nicht nominiert  |
| Ungarn                  | A részleg                           | A részleg                                               | Ungarisch                   | Péter Gothár         | Nicht nominiert  |
| Venezuela               | Sicario                             | Sicario                                                 | Spanisch                    | Joseph Novoa         | Nicht nominiert  |